# Лейтенант-губернатор Квебека
Лейтенант-губернатор Квебека (англ. the Lieutenant Governor of Quebec, фр. Lieutenant-gouverneur du Québec (мужской род) или Lieutenant-gouverneure du Québec (женский род)) — особый представитель канадского монарха Карла III и Генерал-губернатора Канады в провинции Квебек. Как и его коллеги, лейтенант-губернаторы остальных 9 провинций и комиссары 3 территорий Канады, лейтенант-губернатор Квебека не обладает реальной властью, но имеет церемониальные обязанности. Несмотря на это лейтенант-губернатору всё же принадлежит определённая конституционная роль.

## Полномочия

Флаг лейтенант-губернатора Квебека (1939—1952)

Флаг лейтенант-губернатора Квебека (1870—1939)

Особенностью канадской и, как следствие, квебекской политической системы является разделение исполнительной власти на 2 ветви, одна из которых подотчётна премьер-министру Канады, другая в свою очередь подчиняется генерал-губернатору и монарху. В число конституционных полномочий лейтенант-губернатора Квебека входит множество немаловажных функций.
По традиции лейтенант-губернатор «даёт добро» по следующим вопросам:
- назначение премьер-министра Квебека;
- назначение кабинета министров провинции;
- назначение судей;
- созыв и роспуск Национального собрания Квебека;
- утверждение законопроекта (закон не войдёт в силу без формальной процедуры — лейтенант-губернатор должен подписать этот закон);
- утверждение указов и постановлений кабинета министров[5].

Помимо всего прочего лейтенант-губернатор обязан также следить за ситуацией в регионе, наблюдать за деятельностью органов как исполнительной, так и законодательной власти в Квебеке, не допускать нарушений конституционного порядка, блюсти закон и охранять права граждан. О состоянии экономики, политическом положении провинции лейтенант-губернатор должен информировать генерал-губернатора Канады, и, в отдельных случаях, королеву.
Лейтенант-губернатор обязан быть беспристрастным по отношению к любым политическим силам. Конституционный порядок требует от него и его супруги не делать публичных заявлений, поддерживающих определённые политические партии и организации. По закону лейтенант-губернатор беспартийный.

### Срок полномочий
Традиционно один человек занимает должность лейтенант-губернатора Квебека 5 лет. Однако согласно Конституционному акту 1867 года лейтенант губернатор назначается канадским генерал-губернатором и остаётся в должности «по воле генерал-губернатора» (фр. «selon le bon plaisir du gouverneur général», англ. «during the Pleasure of the Governor General»), то есть формально срок занимания должности не ограничен. В действительности назначение на данный пост зачастую проходит только после консультаций с премьер-министром провинции.
На деле ситуация обстоит несколько иначе.

## Церемониальные обязанности
Являясь формальным руководителем Квебека, а также официальным представителем Её Величества, лейтенант-губернатор выполняет множество церемониальных функций. В число церемониальных обязанностей лейтенант-губернатора входят:
- речь на открытии новой парламентской сессии;
- торжественный приём канадского суверена или любого другого члена королевской семьи;
- торжественный приём главы иностранного государства во время его визита в Квебек[9].

Кроме того, лейтенант-губернатор имеет право председательствовать на разных заседаниях, быть почётным гостем на разнообразных встречах или круглых столах, сопровождать как общеканадские, так и квебекские делегации за пределами провинции и страны.

## Лейтенант-губернаторы провинции Квебек и предшествующих ей образований

### Лейтенант-губернаторы провинции Квебек, 1760—1791
| №  | Изображение     | Имя                    | Должность                                     | Начало | Конец |
| -- | --------------- | ---------------------- | --------------------------------------------- | ------ | ----- |
| 1. | Джеймс Мюррей   | Джеймс Мюррей          | Генерал-капитан и верховный губернатор        | 1763   | 1774  |
| 2. | Гай Карлтон     | Гай Карлтон            | Лейтенант-губернатор при Джеймсе Мюррее       | 1766   | 1768  |
| 3. |                 | Эктор-Теофил де Крамаэ | И. о. лейтенант-губернатора при Гае Карлтоне  | 1771   | 1782  |
| 4. | Генри Гамильтон | Генри Гамильтон        | Лейтенант-губернатор при Фредерике Халдиманде | 1782   | 1785  |
| 5. |                 | Генри Хоуп             | Лейтенант-губернатор при Гае Карлтоне         | 1785   | 1788  |
| 6. | Алуред Кларк    | Алуред Кларк           | Лейтенант-губернатор при Гае Карлтоне         | 1790   | 1791  |

### Генерал-губернаторы Нижней Канады, 1791—1841
| №   | Изображение  | Имя                      | Должность                                   | Начало | Конец |
| --- | ------------ | ------------------------ | ------------------------------------------- | ------ | ----- |
| 1.  | Алуред Кларк | Алуред Кларк             | Лейтенант-губернатор при Гае Карлтоне       | 1791   | 1795  |
| 2а. | Роберт Милнс | Роберт Милнс             | Лейтенант-губернатор при Роберте Прескотте  | 1797   | 1808  |
| 2б. |              | Томас Данн               | Гражданский администратор при Дж. Г. Крейге | 1805   | 1811  |
| 3.  |              | Фрэнсис Натаниэль Бёртон | Лейтенант-губернатор при Джордже Рамзае     | 1808   | 1832  |

### Генерал-губернаторы Восточной Канады, 1841—1867
| №   | Изображение | Имя                  | Должность                                | Начало | Конец |
| --- | ----------- | -------------------- | ---------------------------------------- | ------ | ----- |
| 1а. |             | Джон Клизероу        | Лейтенант-губернатор при лорде Сиденхэме | 1841   | 1841  |
| 1б. |             | Ричард Даунз Джексон | Администратор при лорде Сиденхэме        | 1841   | 1842  |

### Лейтенант-губернаторы Квебека, 1867 — настоящее время
| Легенда                                         |
| Ныне здравствующие бывшие лейтенант-губернаторы |
| Действующий лейтенант-губернатор                |

| №   | Изображение                      | Имя                              | Монарх                       | Начало           | Конец            |
| --- | -------------------------------- | -------------------------------- | ---------------------------- | ---------------- | ---------------- |
| 1.  | Нарсисс-Фортунат Белло           | Нарсисс-Фортунат Белло           | Виктория                     | 1 июля 1867      | 11 февраля 1873  |
| 2.  | Рене-Эдуар Карон                 | Рене-Эдуар Карон                 | Виктория                     | 11 февраля 1873  | 13 декабря 1876  |
| 3.  | Люк Летелье де Сен-Жюст          | Люк Летелье де Сен-Жюст          | Виктория                     | 15 декабря 1876  | 26 июля 1879     |
| 4.  | Теодор Робитай                   | Теодор Робитай                   | Виктория                     | 26 июля 1879     | 4 октября 1884   |
| 5.  | Луи-Родриг Массон                | Луи-Родриг Массон                | Виктория                     | 4 октября 1884   | 4 октября 1887   |
| 6.  | Огюст-Реаль Анжер                | Огюст-Реаль Анжер                | Виктория                     | 4 октября 1887   | 5 декабря 1892   |
| 7.  | Жозеф-Адольф Шапло               | Жозеф-Адольф Шапло               | Виктория                     | 5 декабря 1892   | 20 января 1898   |
| 8.  | Луи-Амабль Жетте                 | Луи-Амабль Жетте                 | Виктория Эдуард VII          | 20 января 1898   | 15 сентября 1908 |
| 9.  | Шарль Альфонс Панталеон Пеллетье | Шарль Альфонс Панталеон Пеллетье | Эдуард VII Георг V           | 15 сентября 1908 | 29 апреля 1911   |
| 10. | Франсуа Ланжелье                 | Франсуа Ланжелье                 | Георг V                      | 5 мая 1911       | 8 февраля 1915   |
| 11. | Пьер-Эварист Леблан              | Пьер-Эварист Леблан              | Георг V                      | 8 февраля 1915   | 18 октября 1918  |
| 12. | Чарльз Фицпатрик                 | Чарльз Фицпатрик                 | Георг V                      | 21 октября 1918  | 31 октября 1923  |
| 13. | Луи-Филипп Бродёр                | Луи-Филипп Бродёр                | Георг V                      | 31 октября 1923  | 1 января 1924    |
| 14. | Нарсисс Перодо                   | Нарсисс Перодо                   | Георг V                      | 8 января 1924    | 31 декабря 1928  |
| 15. | Ломе Гуэн                        | Ломе Гуэн                        | Георг V                      | 31 декабря 1928  | 28 марта 1929    |
| 16. | Генри Джордж Кэрролл             | Генри Джордж Кэрролл             | Георг V                      | 2 апреля 1929    | 29 апреля 1934   |
| 17. | Эсиофф-Леон Патенод              | Эсиофф-Леон Патенод              | Георг V Эдуард VIII Георг VI | 29 апреля 1934   | 30 декабря 1939  |
| 18. | Эжен Фисе                        | Эжен Фисе                        | Георг VI                     | 30 декабря 1939  | 3 октября 1950   |
| 19. |                                  | Гаспар Фото                      | Георг VI Елизавета II        | 3 октября 1950   | 14 февраля 1958  |
| 20. | Онесим Ганьон                    | Онесим Ганьон                    | Елизавета II                 | 14 февраля 1958  | 12 октября 1961  |
| 21. |                                  | Поль Контуа                      | Елизавета II                 | 12 октября 1961  | 22 февраля 1966  |
| 22. |                                  | Юг Лапуант                       | Елизавета II                 | 22 февраля 1966  | 27 апреля 1978   |
| 23. |                                  | Жан-Пьер Котэ                    | Елизавета II                 | 27 апреля 1978   | 28 марта 1984    |
| 24. |                                  | Жиль Ламонтань                   | Елизавета II                 | 28 марта 1984    | 9 августа 1990   |
| 25. |                                  | Мартиаль Асселен                 | Елизавета II                 | 9 августа 1990   | 8 августа 1996   |
| 26. |                                  | Жан-Луи Ру                       | Елизавета II                 | 8 августа 1996   | 30 января 1997   |
| 27. | Лиз Тибо                         | Лиз Тибо                         | Елизавета II                 | 30 января 1997   | 7 июня 2007      |
| 28. | Пьер Дюшен                       | Пьер Дюшен                       | Елизавета II                 | 7 июня 2007      | 24 сентября 2015 |
| 28. | Мишель Дуайон                    | Мишель Дуайон                    | Елизавета II Карл III        | 24 сентября 2015 | 25 января 2024   |
| 29. |                                  | Манон Жаннотт                    | Карл III                     | 25 января 2024   |                  |